# ティシュリー
ティシュリー（ヘブライ語: תִּשְׁרֵי、英語: Tishrei）はユダヤ暦の月。

## 概要
月名はバビロニア暦のTashrituに由来し、バビロン捕囚まではエタニム（ヘブライ語: אֵתָנִים、英語: Ethanim）の月と呼ばれていた。
現代で使用されている政治暦では1月であるが、古代使用されていた宗教暦ではニサンの月から数えるため7月となる。詳しくはユダヤ暦#宗教暦と政治暦を参照のこと。
月の長さは30日間であり、グレゴリオ暦では、9月から10月の時期にあたる。

## 主な行事
1日から10日までの10日間は畏れの日々（ヤミーム・ノライーム）と呼ばれている。
- 1日、2日 - 新年祭（ローシュ・ハッシャーナー）
- 03日 - ゲダリヤの断食（英語版）
- 09日 - 贖罪式（英語版）（カッパーラ）
- 10日 - 大贖罪日（ヨム・キプール）
- 15日～21日 - 仮庵の祭り（スコット）
  - 21日 - ホシャナ・ラバ（英語版）
  - 22日 - 律法歓喜祭（英語版）（スィムハット・トーラー）